# Naomie Harris
Naomie Melanie Harris (Londres, 6 de setembro de 1976) é uma atriz britânica, indicada ao Oscar de Melhor Atriz Coadjuvante pelo aclamado papel de Paula no filme Moonlight. É mais conhecida pelo filme 28 Days Later, pela personagem Tia Dalma em Pirates of the Caribbean: Dead Man's Chest e At World's End, e como Miss Moneypenny da franquia do espião britânico James Bond desde 2012.

## Biografia
Naomie Harris é filha de Liselle Kayla, uma escritora de sitcom e mãe solteira que emigrou da Jamaica para o Reino Unido com a família ainda criança. Depois de se graduar em 1998 no Pembroke College em Cambridge, ela entrou para a escola de teatro da Bristol Old Vic Theatre School.

## Carreira
Harris é atriz de televisão e cinema desde os nove anos e idade e tornou-se conhecida em 2002, com o filme de Danny Boyle 28 Days Later, interpretando a jovem corajosa Selena, ao lado do ator Cillian Murphy. No mesmo ano, estrelou uma adaptação para a televisão de Zadie Smith chamada White Teeth. Desde então, trabalhando em televisão e no cinema, participou de filmes de sucesso como After the Sunset (2004), com Pierce Brosnan, e a trilogia de Pirates of the Caribbean: The Curse of the Black Pearl, Pirates of the Caribbean: Dead Man's Chest e Pirates of the Caribbean: At World's End, na pele da personagem Tia Dalma. Além destes, participou da versão cinematográfica de Miami Vice, com Colin Farrell e Jamie Foxx, em 2006.
Em 2012, tornou-se uma bond girl, no papel da agente Eve, no 23.º filme da franquia de James Bond, Skyfall. No fim do filme, transformada de agente de campo em secretária de M, e apresentando-se como "Eve Moneypenny", descobre-se que ela é, na verdade, a lendária secretária dos filmes de Bond, que o filme mostra nas ações anteriores antes de assumir o cargo, sendo a primeira atriz negra a assumir o papel.

## Filmografia

### Cinema
| Ano  | Título                                     | Papel             |
| ---- | ------------------------------------------ | ----------------- |
| 2001 | Crust                                      | Recepcionista     |
| 2002 | Living In Hope                             | Ginny             |
| 2002 | Anansi                                     | Carla             |
| 2002 | 28 Days Later                              | Selena            |
| 2004 | Trauma                                     | Elisa             |
| 2004 | After the Sunset                           | Sophie            |
| 2006 | Pirates of the Caribbean: Dead Man's Chest | Tia Dalma         |
| 2006 | Miami Vice                                 | Det. Trudy Joplin |
| 2006 | A Cock and Bull Story                      | Jennie            |
| 2007 | Pirates of the Caribbean: At World's End   | Tia Dalma/Calypso |
| 2008 | Street Kings                               | Linda Washington  |
| 2008 | Explicit Ills                              | Jill              |
| 2008 | August                                     | Sarah             |
| 2009 | Morris: A Life with Bells On               | Sonja             |
| 2009 | Ninja Assassin                             | Mika Coretti      |
| 2009 | Sex & Drugs & Rock & Roll                  | Denise            |
| 2009 | My Last Five Girlfriends                   | Gemma             |
| 2010 | The First Grader                           | Jane Obinchu      |
| 2012 | Skyfall                                    | Eve Moneypenny    |
| 2013 | Mandela: Long Walk to Freedom              | Winnie Mandela    |
| 2015 | Spectre                                    | Eve Moneypenny    |
| 2016 | Moonlight                                  | Paula             |
| 2016 | Collateral Beauty                          | Madeleine         |
| 2016 | Our Kind of Traitor                        | Gail              |
| 2018 | Rampage                                    | Dr Kate Caldwell  |
| 2018 | Mowgli: Legend of The Jungle               | Nisha (voice)     |
| 2019 | Black and Blue                             | Alícia West       |

### Televisão
| Ano     | Título                | Papel             | Notas        |
| ------- | --------------------- | ----------------- | ------------ |
| 1987–88 | Simon and the Witch   | Joyce             | 1 episódio   |
| 1989    | Erasmus Microman      | Millie            | 1 episódio   |
| 1992–93 | Runaway Bay           | Shuku             | 17 episódios |
| 1992–95 | The Tomorrow People   | Ami Jackson       | 16 episódios |
| 2002    | Trial & Retribution V | Tara Gray         | 1 episódio   |
| 2002    | White Teeth           | Clara             | 4 episódio   |
| 2002    | The Project           | Maggie Dunn       |              |
| 2002–03 | Dinotopia             | Romana            | 2 episódios  |
| 2008    | Poppy Shakespeare     | Poppy Shakespeare |              |
| 2009    | Small Island          | Hortense Roberts  |              |
| 2009    | Blood and Oil         | Alice Omuka       |              |
| 2010    | Accused               | Alison Wade       | 1 episódio   |

## Jogos eletrônicos
| Ano  | Título      | Papel          |
| ---- | ----------- | -------------- |
| 2010 | Fable III   | Page           |
| 2012 | 007 Legends | Eve Moneypenny |

## Teatro
| Ano  | Título       | Papel             |
| ---- | ------------ | ----------------- |
| 2011 | Frankenstein | Elizabeth Lavenza |

## Prémios e indicações

### Oscar
| Ano  | Categoria                | Título    | Notas    |
| ---- | ------------------------ | --------- | -------- |
| 2017 | Melhor Atriz Coadjuvante | Moonlight | Indicado |